# Tramlijn 12 (Stockholm)
Tramlijn 12, ook wel Nockebybanan genoemd, is een tramlijn in Stockholm. De lijn begint in het stadsdeel Alvik, bij het metrostation Alvik. De route voert vervolgens door de stadsdelen Äppelviken, Smedslätten, Ålsten, Höglandet en eindigt in het stadsdeel Nockeby. De lijn wordt geëxploiteerd door VR Sverige met Flexity Swift A32 trams.
De lijn heeft een lengte van 5,7 kilometer en is uitgevoerd in normaalspoor (1435 millimeter). Het eerste gedeelte van de lijn werd geopend in 1914, het huidige tracé werd voltooid in 1929. De laatste grote renovatie vond plaats in 1997 en 1998. Tussen Alvik en Alléparken wordt nog steeds links gereden.

## Toekomst
Er zijn geen plannen om de lijn uit te breiden of moderniseren.

## Galerie

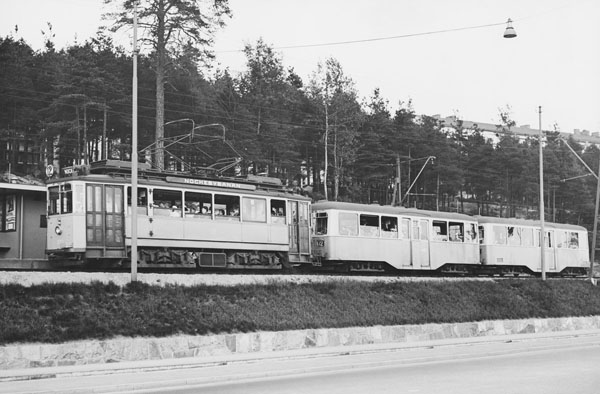
Lijn 12 te Alvik in 1937.
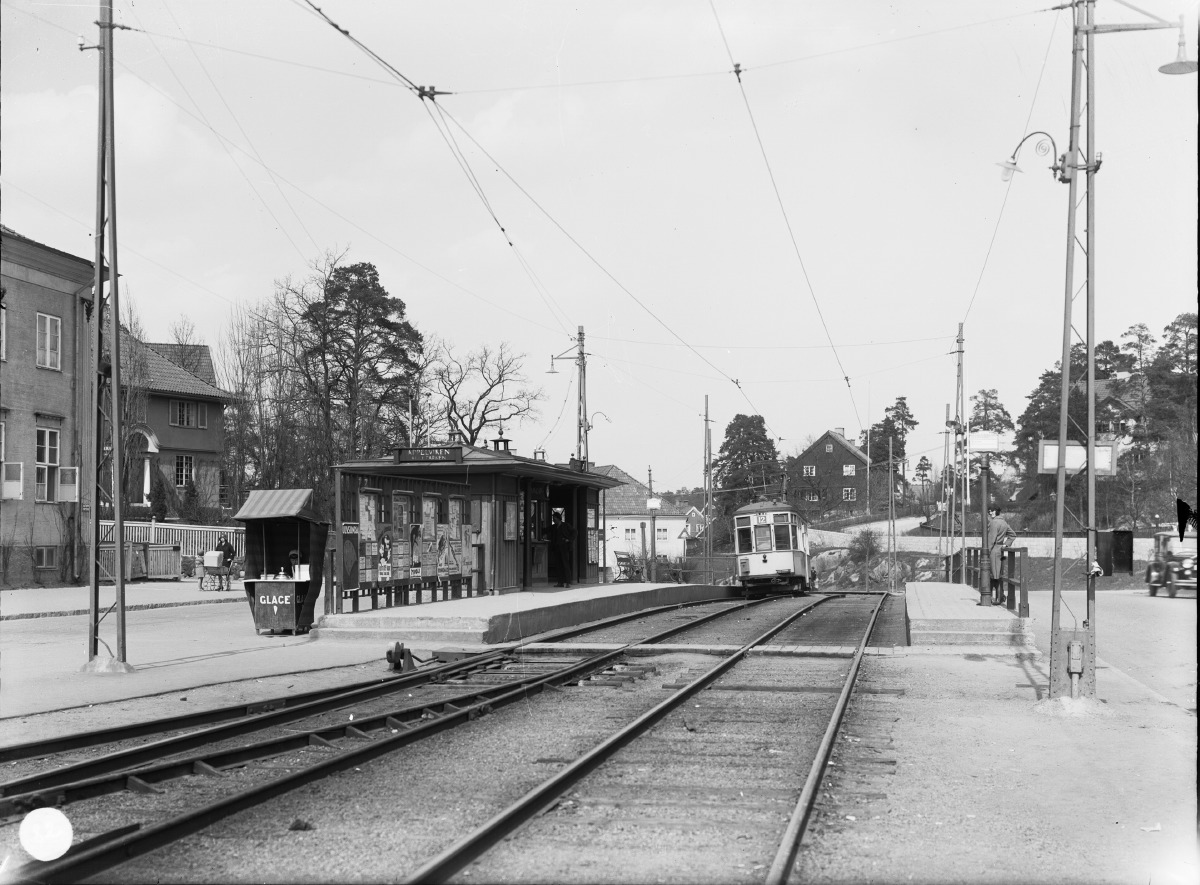
Halte Alléparken van lijn 12 in 1931.
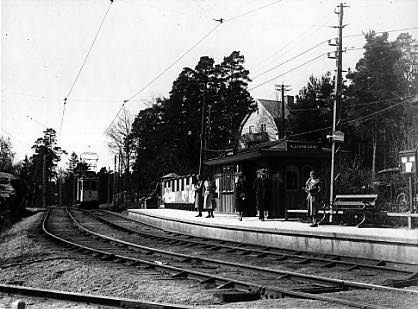
Halte Ålstens Gård van lijn 12 in 1931.
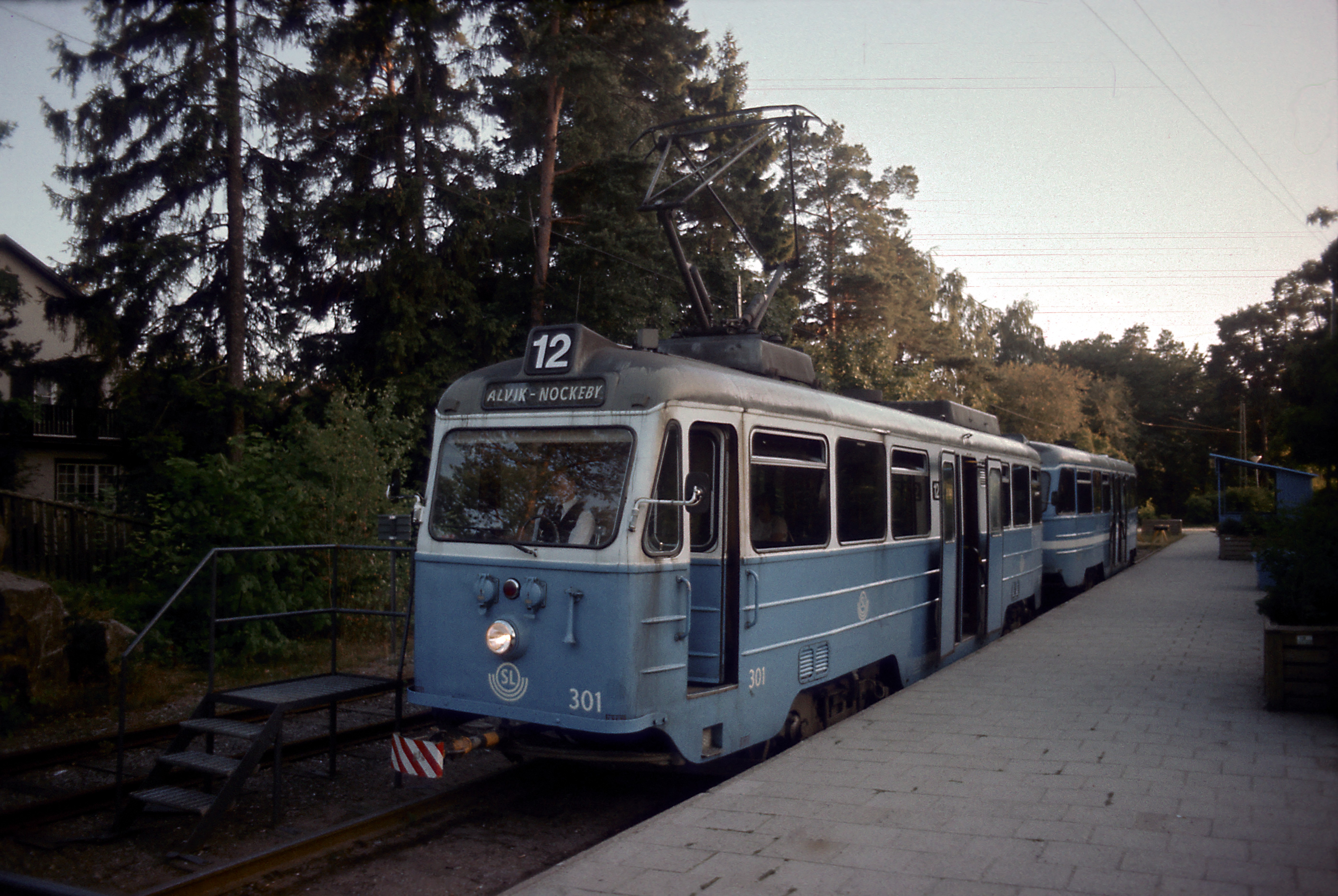
Motorwagen ET 301 (type A24) op lijn 12 te Nockeby, nog in oude kleur, voor vertrek naar Alvik; juli 1992.
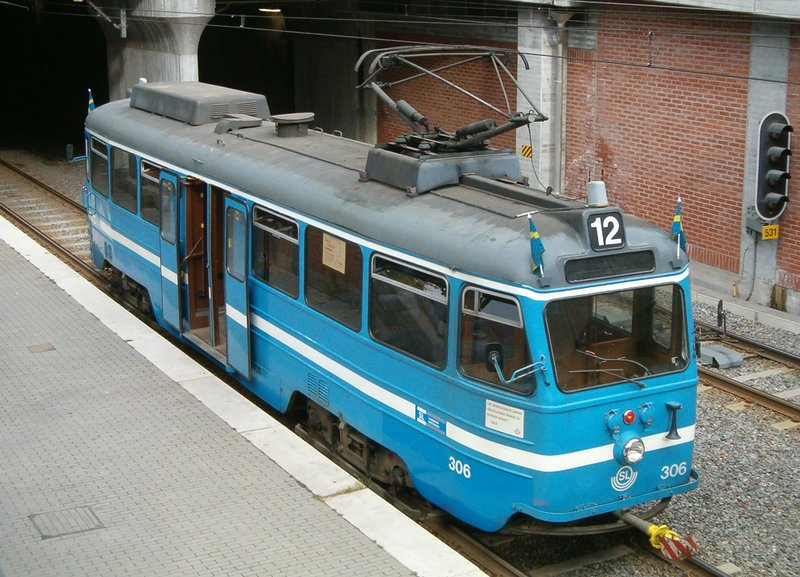
Motorwagen ET 306 te Alvik; 2 oktober 2004.